# Leorin River
Der Leorin River ist ein Fluss auf der schottischen Hebrideninsel Islay. Administrativ gehört er damit zur Council Area Argyll and Bute beziehungsweise zu der traditionellen Grafschaft Argyll.

## Beschreibung
Der Leorin fließt im Nordwesten des westlichen der Leorin Lochs aus diesem ab. Sein Oberlauf ist unter dem Namen Camag nan Abhainn markiert. Der Fluss fließt durch die torfigen Regionen im Süden der Insel nördlich der Halbinsel Oa zunächst in nordwestlicher Richtung ab, dreht dann aber in einem Bogen nach Westen. Der Leorin passiert die Ortschaft Leorin westlich der B8016, wird dann unter der A846 auf ihrem Weg von Port Ellen nach Bowmore gequert und vereinigt sich etwa 100 m westlich der Straße mit dem Bach Abhainn Airigh Bhaile-Chaluim zum Kintra River, der etwa zwei Kilometer weiter westlich bei Kintra (Islay) in die Laggan Bay, eine Nebenbucht von Loch Indaal mündet. Auch zur Versorgung der Whiskybrennerei Port Ellen wurde sein Lauf im Laufe des 19. Jahrhunderts angepasst. Insgesamt legt der Leorin River von der Quelle bis zur Mündung etwa 4,1 km zurück.